# Николаева, Женя
Женя Николаева (наст. имя Евгения Николаева; 2 января 1904, Санкт-Петербург — 13 января 2001, Лос-Анджелес) — германская танцовщица, актриса оперетты, варьете и кино русского прохождения, известна по германским фильмам 1930-х годов.

## Биография
Родилась в 1904 году в Санкт-Петербурге, Российская империя; отец — русский коммерсант, мать — немка, семья вскоре переехала в Берлин.
Училась в частной школе, увлеклась балетом увидев выступление бывшей в то время на пике славы балерины Анны Павловой.
Получив уроки балета в 1920 году стала танцовщице в варьете, в сезоне 1921/22 годов танцевала в труппе балете городского театра Кенигсберга, затем в труппе хореографа Эрнста Матрея гастролировала в Англии и Южной Америке, вернулась в Берлин в 1925 году.
С 1926 по 1930 год была сольной танцовщицей в Берлинской государственной опере под руководством балетмейстера Макса Терписа.
В 1930 году дебютировала как актриса оперетты.
В начале 1930-х годов начала сниматься в кино в танцевальных сценах, а затем на второстепенных ролях, так, например, одна из первых её киноролей была роль танцовщицы в фильме режиссёра Роберта Сиодмака 1932 года «Квик».
В 1933 году, после прихода к власти нацистов, актриса, считавшаяся «полуеврейкой», несмотря на выданное ей разрешение на работу получала всё меньше и меньше ролей, однако, хоть и редко, но появлялась на сцене в крупных ролях.
В 1938 году эмигрировала в США, где снялась в трёх голливудских фильмах, а затем работала администратором на киностудии Warner Brothers.
Жила в Лос-Анджелесе, с 1937 года была замужем за также эмигрировавшим из Германии редактором фильмов Карлом Форхтом. Умерла в 2001 году.

## Фильмография

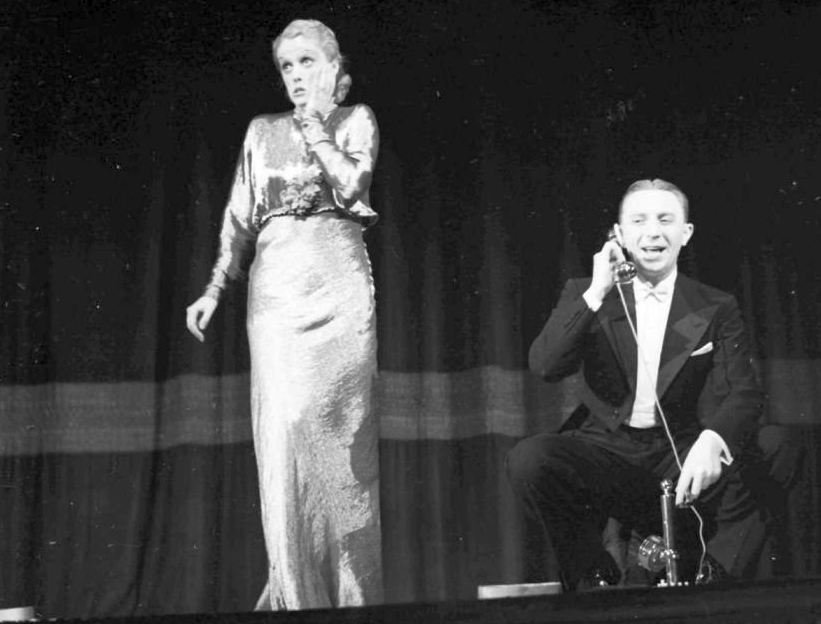
Женя Николаева и Тео Линген, сцена берлинского варьете Скала (Берлин), 1936 год

В 1930—1940 годах снялась в 24 фильмах в Германии и в 3 фильмах в США, в том числе:
- 1932 — Квик — Марьон, танцовщица
- 1932 — Первое право ребенка — эпизод
- 1932 — Сумасшедшая идея — Магда Шубарт
- 1934 — Дело Бренкена — Инга Бранд, актриса
- 1934 — Финансы великого герцога — эпизод
- 1935 — Любовь художника — Мизи
- 1936 — Женщина, не стоящая внимания — миссис Оллонби
- 1942 — У леди есть планы — немецкая горничная